# Joachim Standfest
Joachim Standfest é um futebolista da Áustria que nasceu em 30 de maio de 1980 em Leoben.

## Carreira
Estreou pela Seleção Austríaca de Futebol em outubro de 2003 . Atuou contra a  República Tcheca, durante a Euro 2008.

## Títulos
- Austrian Football Bundesliga (1):
  - 2004
- Copa da Áustria (5):
  - 2000, 2002, 2004, 2007, 2009